# Lyn McClements
Lyn McClements, Lynnette Velma McClements, född den 11 maj 1951 i Nedlands i Western Australia, är en australisk simmare. Hon blev olympisk mästare på 100 meter fjäril och silvermedaljör på 4 x 100 meter medley vid OS 1968 i Mexico City.